# Litteraturåret 1994

## Händelser
- 20 maj – Ryske författaren Alexander Solsjenitsyn anländer till Ryssland efter 20 års exil.[1]
- 14 oktober – Egyptiske författaren Naguib Mahfouz skadas allvarligt, men inte direkt livshotande, då han knivhuggs efter att ha stigit ur sitt hus i Kairo.[1]

## Priser och utmärkelser
- Nobelpriset – Kenzaburo Oe, Japan[2]
- Augustpriset
  - Skönlitterär bok – Björn Ranelid för Synden[1]
  - Fackbok – Leif Jonsson m.fl för Musiken i Sverige I-IV[1]
  - Barn- och ungdomsbok – Ulf Nilsson för Mästaren och de fyra skrivarna[1]
- ABF:s litteratur- & konststipendium – Mats Wahl
- Aftonbladets litteraturpris – Robert Kangas
- Aniarapriset – Eva Ström
- Astrid Lindgren-priset – Eva Wikander
- Bellmanpriset – Katarina Frostenson
- BMF-plaketten – Marianne Fredriksson för Anna, Hanna och Johanna
- BMF-Barnboksplaketten – Jujja och Tomas Wieslander för Mamma Mu åker bobb
- Cervantespriset – Mario Vargas Llosa
- Dan Andersson-priset – Hans O. Granlid
- De Nios Stora Pris – P.O. Enquist
- De Nios Vinterpris – Gunnar D. Hansson, Lars Lundkvist och Jesper Svenbro
- De Nios översättarpris – Anders Bodegård, Ingvar Björkeson, Jan Stolpe och Lasse Söderberg
- Doblougska priset – Bertil Romberg och Eva Runefelt, Sverige samt Inger Elisabeth Hansen och Tor Åge Bringsværd, Norge
- Elsa Thulins översättarpris – Ulrika Wallenström
- Erik Lindegren-priset – Eva Ström
- Gerard Bonniers pris – Karl Vennberg
- Gun och Olof Engqvists stipendium – Carl-Henning Wijkmark
- Gustaf Fröding-sällskapets lyrikpris – Britt G. Hallqvist
- Göteborgs-Postens litteraturpris – Gunnar D. Hansson
- Harry Martinson-priset – Ingvar Holm[1]
- Hedenvind-plaketten – Per Anders Fogelström
- Ivar Lo-Johanssons personliga pris – Aino Trosell[1]
- Ivar Lo-priset – Roy Jacobsen för Segerherrarna
- John Landquists pris – Horace Engdahl
- Katapultpriset – Alexander Skantze för Grattis Gud
- Kellgrenpriset – Johannes Edfelt
- Landsbygdens författarstipendium – Ing-Marie Eriksson
- Lars Ahlin-stipendiet – Kjell Johansson
- Letterstedtska priset för översättningar – Ulrika Wallenström för översättningen av Hans Jakob Christoffel von Grimmelshausens Courage
- Lotten von Kræmers pris – Ying Toijer-Nilsson
- Lundequistska bokhandelns litteraturpris – Carola Hansson
- Moa-priset – Kerstin Thorvall
- Neustadtpriset – Kamau Brathwaite, Barbados
- Nils Holgersson-plaketten – Thomas Tidholm
- Nordiska rådets litteraturpris – Kerstin Ekman, Sverige för romanen Händelser vid vatten[1]
- Petrarca-Preis – Helmut Färber
- Pilotpriset – Lars Norén[1]
- Schückska priset – Ulla-Britta Lagerroth
- Signe Ekblad-Eldhs pris – Per Gunnar Evander
- Stiftelsen Selma Lagerlöfs litteraturpris – Stig Claesson
- Stig Carlson-priset – Inga-Lina Kuzmenko Lindqvist
- Svenska akademiens stora pris – Tove Jansson, Finland[1]
- Svenska Akademiens nordiska pris – Inger Christensen, Danmark
- Svenska Akademiens tolkningspris – Jörg Scherzer
- Svenska Akademiens översättarpris – Maria Ortman
- Svenska Dagbladets litteraturpris – Eva Runefelt för Hejdad tid
- Svenska deckarakademins pris – Håkan Nesser[1]
- Sveriges Radios Romanpris – Lars Andersson för Vattenorgeln
- Sveriges Radios Lyrikpris – Ann Jäderlund
- Tegnérpriset – Svante Nordin
- Tidningen Vi:s litteraturpris – Peter Mosskin
- Tollanderska priset – Claes Andersson
- Tucholskypriset – Taslima Nasrin, Bangladesh[1]
- Wahlström & Widstrands litteraturpris – Lars Bergquist
- Östersunds-Postens litteraturpris – Peter Mosskin
- Övralidspriset – Eva Österberg

## Nya böcker

### A – G
- Anna, Hanna och Johanna av Marianne Fredriksson
- Att läsa bibeln för andra gången av Sigrid Combüchen
- Bakhållet vid Fort Riverton av Göran Tunström
- Berts bekymmer av Anders Jacobsson och Sören Olsson[3]
- Boken om E av Ulla Isaksson
- Demonen i Karanda av David Eddings
- Den dagen kastanjerna slår ut är jag långt härifrån av Bodil Malmsten
- Diamanttronen av David Eddings
- Djävulen och Gud av Mare Kandre
- Dry Bones that Dream av Peter Robinson
- Eddies hus av Viveca Lärn[4].
- Emilias båt av Anna Dunér
- Emilias kalas av Anna Dunér
- En fest i Liu Lin av Jan Myrdal och Gun Kessle
- Estetiska essayer av Lars Ahlin

### H – N
- Hem till jorden av Peter Nilson
- I Zandramas spår av David Eddings
- I Skymningslandet av Astrid Lindgren[5]
- Inte önskvärd av Björn Hellberg
- Konkurrens till döds av Michel Houellebecq
- Quinnan och Dr Dreuf av Mare Kandre
- Livet efter Gud av Douglas Coupland
- Mannen som log av Henning Mankell
- Markis de Sade: en biografi av Donald Thomas
- Mord och mat av Jan Mårtenson
- Min vän shejken i Stureby av Ulf Stark
- Mulle Meck bygger en båt av George Johansson
- Mästaren och de fyra skrivarna av Ulf Nilsson
- Näpp! sa Alfons Åberg av Gunilla Bergström[6]
- När morgondagarna sjöng av Jan Myrdal

### O – U
- Passionata av Ernst Brunner
- Rätten att häda, essä av Kerstin Ekman
- Saknaden efter Josef av Elizabeth George
- Supersnuten Sune av Anders Jacobsson och Sören Olsson[7]
- Synden av Björn Ranelid[8]
- Tankarna av Katarina Frostenson
- Tsarens guld av Jan Mårtenson
- Under i september av Klas Östergren

### V – Ö
- Valeres horn av Robert Jordan
- Örnis bilar av Carl Johan de Geer & Jan Lööf[8]

## Avlidna
- 14 januari – Agnar Mykle, 78, norsk författare.[1]
- 25 januari – Erik Hjalmar Linder, 87, svensk författare och litteraturvetare.
- 12 februari – Ingrid Andersson, 75, svensk författare.
- 20 februari – Rolf Jacobsen, 86, norsk författare.
- 4 mars – Lars Widding, 69, svensk författare.[1]
- 6 mars – Melina Mercouri, 73, amerikansk-grekisk skådespelare, författare och politiker.
- 8 mars – Gunnar Brandell, 77, svensk litteraturhistoriker och författare.
- 16 mars – Olle Högstrand, 60, svensk journalist och författare
- 28 mars – Eugène Ionesco, 84, rumänsk dramatiker.[1]
- 9 mars – Charles Bukowski, 73, amerikansk författare och poet.
- 9 maj – Albert Olsson, 89, svensk författare.
- 10 maj – Lucebert, 69, nederländsk poet och bildkonstnär.
- 24 maj – John Wain, 69, engelsk poet, romanförfattare och litteraturkritiker.[9]
- 12 juni – Axel Liffner, 74, svensk författare och litteraturkritiker.
- 4 juli – Anna Rydstedt, 66, svensk författare.
- 14 augusti – Elias Canetti, 89, tysk författare, nobelpristagare 1981.[1]
- 4 september – Folke Mellvig, 81, svensk författare och manusförfattare.[1]
- 20 december – Eva Alexanderson, 83, svensk författare och översättare.
- 24 december – John Osborne, 65, brittisk författare och dramatiker.[1]

### Fotnoter
1. 1 2 3 4 5 6 7 8 9 10 11 12 13 14 15 16 17 18   Horisont 1994. Bertmarks
2. ↑  ”Nobelpriset i litteratur”. https://www.nobelprize.org/prizes/lists/all-nobel-prizes-in-literature/. Läst 20 mars 2011.
3. ↑  Bert Arkiverad 26 oktober 2011 hämtat från the Wayback Machine.
4. ↑  ”Viveca Lärn”. Arkiverad från originalet den 26 september 2011. https://web.archive.org/web/20110926012117/http://www.vivecalarn.com/litteraturlista.htm. Läst 21 mars 2011.
5. ↑  ”Astrid Lindgren”. http://www.astridlindgren.se/verken/bocker/bilderbocker. Läst 21 mars 2011.
6. ↑  ”Alfons Åberg”. Arkiverad från originalet den 8 december 2012. https://web.archive.org/web/20121208044934/http://www.alfons.se/fakta_bok_alfons.asp. Läst 21 mars 2011.
7. ↑  Sune Arkiverad 26 oktober 2011 hämtat från the Wayback Machine.
8. 1 2  Gradvall, Nordström, Nordström, Rabe, Jan, Björn, Ulf, Anina. Tusen svenska klassiker. Norstedts Förlagsgrup. Läst 12
9. ↑  Bayley, John (24 maj 1994). ”Obituary: John Wain” (på engelska). The Independent. http://www.independent.co.uk/news/people/obituary-john-wain-1438370.html. Läst 1 november 2017.